# Liste der Nummer-eins-Hits in Schweden (2001)
Diese Liste enthält alle Nummer-eins-Hits in Schweden im Jahr 2001. Es gab in diesem Jahr 14 Nummer-eins-Singles und 24 Nummer-eins-Alben.
| Singles | Alben |
| --- | --- |
| - Wyclef Jean & Mary J. Blige – 911 - 5 Wochen (30. November 2000 – 3. Januar 2001) - LeAnn Rimes – Can’t Fight the Moonlight - 3 Wochen (4. Januar – 24. Januar) - Outkast – Ms. Jackson - 2 Wochen (25. Januar – 7. Februar) - Shebang – Romeo - 7 Wochen (8. Februar – 28. März) - Roxette – The Centre of My Heart - 4 Wochen (29. März – 25. April) - Excellence – Need to Know (Eenie Meenie Miny Moe) - 5 Wochen (26. April – 30. Mai) - Daddy DJ – Daddy DJ - 1 Woche (31. Mai – 6. Juni, insgesamt 2 Wochen) - Shaggy feat. Rayvon – Angel - 4 Wochen (7. Juni – 4. Juli) - Daddy DJ – Daddy DJ - 1 Woche (5. Juli – 11. Juli, insgesamt 2 Wochen) - Christina Aguilera, Mýa, Lil’ Kim & Pink – Lady Marmalade - 3 Wochen (12. Juli – 1. August) - Faith Hill – There You'll be - 5 Wochen (2. August – 6. September) - Uncle Kracker – Follow Me - 5 Wochen (7. September – 11. Oktober) - Kylie Minogue – Can’t Get You Out of My Head - 3 Wochen (12. Oktober – 1. November) - Markoolio vs. The Boppers – Rocka på - 3 Wochen (2. November – 22. November, insgesamt 7 Wochen) - E-Type – Life - 1 Woche (23. November – 29. November, insgesamt 5 Wochen; → 2002) - Markoolio vs. The Boppers – Rocka på - 1 Woche (30. November – 6. Dezember, insgesamt 7 Wochen) - E-Type – Life - 1 Woche (7. Dezember – 13. Dezember, insgesamt 5 Wochen) - Markoolio vs. The Boppers – Rocka på - 3 Wochen (14. Dezember 2001 – 3. Januar 2002, insgesamt 7 Wochen) | - The Beatles – 1 - 7 Wochen (7. Dezember 2000 – 24. Januar 2001, insgesamt 8 Wochen; → 2000) - Kenny Rogers – Endless Love – A Collection - 5 Wochen (25. Januar – 28. Februar) - Carola – Sov på min arm – sånger för stora och små - 2 Wochen (1. März – 14. März) - Lars Winnerbäck – Singel - 2 Wochen (15. März – 28. März) - Håkan Hellström – Känn ingen sorg för mig Göteborg - 1 Woche (29. März – 4. April) - bob hund – Stenåldern kan börja - 1 Woche (5. April – 11. April) - Roxette – Room Service - 2 Wochen (12. April – 25. April) - Titiyo – Come Along - 2 Wochen (26. April – 9. Mai, insgesamt 3 Wochen) - The Backyard Babies – Making Enemies Is Good - 1 Woche (10. Mai – 16. Mai) - Titiyo – Come Along - 1 Woche (17. Mai – 23. Mai, insgesamt 3 Wochen) - Depeche Mode – Exciter - 1 Woche (24. Mai – 30. Mai) - Excellence – The Region of Excellence - 1 Woche (31. Mai – 6. Juni) - Tomas Ledin – Festen har börjat – ett samlingsalbum 1972–2001 - 8 Wochen (7. Juni – 2. August, insgesamt 9 Wochen) - Ricky Martin – La historia - 3 Wochen (3. August – 23. August) - Tomas Ledin – Festen har börjat – ett samlingsalbum 1972–2001 - 1 Woche (24. August – 30. August, insgesamt 9 Wochen) - A Camp – A Camp - 1 Woche (31. August – 6. September) - Uno Svenningsson – I det osynliga - 1 Woche (7. September – 13. September) - Benny Anderssons Orkester – Benny Anderssons Orkester - 1 Woche (14. September – 20. September) - Bob Dylan – "Love and Theft" - 1 Woche (21. September – 27. September) - Bo Kaspers Orkester – Kaos - 4 Wochen (28. September – 25. Oktober) - Ozzy Osbourne – Down to Earth - 1 Woche (26. Oktober – 1. November) - Patrik Isaksson – Tillbaks på ruta 1 - 1 Woche (2. November – 8. November) - Michael Jackson – Invincible - 1 Woche (9. November – 15. November) - Andrea Bocelli – Cieli di Toscana - 1 Woche (16. November – 22. November, insgesamt 2 Wochen; → 2002) - Westlife – World of Our Own - 1 Woche (23. November – 29. November) - Markoolio – Tjock och lycklig - 5 Wochen (30. November 2001 – 3. Januar 2002) |